# يوغي يو! سيفينز
يوغي أوه! السّابع. (باليابانية : 遊☆戯☆王SEVENS（セブンス） ينطق باليابانية : يوغي يو ! سيبينزو) هي سلسلة أنيمي يابانية متحركة من إنتاج استوديو بريدج، وهي سلسلة الأنيمي المنفصلة السابعة في سلسلة امتياز يوغي يوه! ، خلفًا للسلسلة السابقة Yu-Gi-Oh! VRAINS ، وتخلد ذكرى الذكرى العشرون لاطلاق سلسلة يوغي يو ! مبارزة الوحوش.
تم عرض المسلسل لأول مرة في اليابان على تلفزيون طوكيو في يوم السبت الموافق الـ4 من أبريل لعام 2020.

## الخلاصة
تدور أحداث الأنمي في المستقبل غير البعيد في مدينة غوها المستقبلية التي تدار من قبل شركة كبري تسمي غوها كورب ونجم هذه السلسلة هو يوجا أودو وهو طالب في الصف الخامس الابتدائي، يحب الاختراعات ومبارزة الوحوش ويسعي ان يكون كأساطير اللعبة ويوجا هو فتي سئم من مبارزة الوحوش التقليدية فحاول أبتكار طرق واختراعات جديدة لجعل مبارزة الوحوش أكثر أمتاعاً يسميها «طرق». يوجا وتدور الأحداث حيث يجابه يوجا ورفاقه الكثير من التحديات بينما يسعي يوجا لتحقيق حلمه ليصبح أفضل مبارز وحوش ويجعل طريقة مبارزته الـدول راش تصل للعالمية.

## الشخصيات
يوجا أودو (باليابانية :王道遊我 ينطق باليابانية : أودو يوجا)
أداء صوتي: هيرو إيشيباشي
هو بطل السلسلة وهو فتي يذهب لمدرسة غوها سفين الإبتدائية يوجا وعمره 11 سنه هو صبي قصير ذو عيون خضراء بشعر يشبه اللهب أوبروني اللون (الأوبرون هو لون بين البني المحمر أو الزنجبيلي الداكن). وأصفر. يرتدي سترة حمراء بأكمام طويلة مع أكتاف بيضاء، وقميص أبيض بتصاميم صفراء، وحزام بني حول شورته الأسود وحذاء أحمر وأزرق. لديه أيضا قفازات زرقاء بدون أصابع يسعي يوجا إلي ان يجعل لعبته الدول روش لعبة عالمية ويمتاز يوجا بكونه فتي ذكي ولأنه مصمم على اختراع طرق جديدة للمبارزة لجعل الحياة أفضل لأناس مثله، على الرغم من كونه ذكي للغاية، فإنه لا يصبح محظوظ دائمًا بالذات عندما يتعلق الأمر بالأختراعات. ويكره المبارزات الرئيسية التقليدية التي يخوضها معظم البالغين، بسبب كونها خطيرة للغاية وتمتلك قواعد كثيرة ومعقدة بوجهة نظره ومن ضمن اختراعته المميزة دراجة المبارزة وقرص المبارزة علي شكل الرقم سبعة بالإنجليزية 7 .

تاتسوهيسا كاميجو (باليابانية : 上城龍久 ينطق باليابانية : كاميجو تاتسوهيسا)
أداء صوتي: تاكو ياشيرو
يدعي تاتسوهيسا «لوك» كاميجو وهو صبي صغير في الحادية عشر من العمر ذو شعر أزرق فاتح وعيون حمراء. يرتدي قميصًا بني داكنًا مع ترس أحمر اللون على تصميم سبايك، وبنطال كاكي اللون (الكاكي لون ترابي زيتي) بحزام أسود وحذاء أسود بخطوط زرقاء. لديه أيضًا العديد من الملحقات: طوق أسود حول رقبته، وساعة يد أرجوانية وعقدة زرقاء على يده اليسرى، وسوار أسود على ذراعه الأيمن، وسلسلة مربوطة بخصره الأيمن وحقيبة صغيرة سوداء حول ركبته اليسرى يريد أن يصبح واحدًا من أعظم المبارزين، وفي طريقه للوصول لهذا الهدف، يحاول معرفة المزيد عن أسلوب يوجا في المبارزة الدول الراش، فأعلن نفسه على أنه «المبارز رقم واحد في مدرسة غوها سيفين الابتدائية». ويمتاز بإنه يحب التقنيات ويفضل تدمير الإلكترونيات والآلات الأخرى حيث يقوم بتخريب الآلات مرتين يومياً علي الأقل.

جاكوتو سوجيتسو (باليابانية : 蒼月学人 تنطق باليابانية : سوجيتسو جاكوتو)
أداء صوتي: ناتسوكي هاناي
جاكوتو هو فتى نحيل ذو عيون زرقاء داكنة وشعر أرجواني، يغطي عينيه قليلاً. يرتدي زيًا أزرق فاتحًا عاديًا، مع جيب على جانبه الأيسر من الصدر، ورمز على الجزء الأيسر من طوقه. يرتدي أيضا حذاء أسود.
في أوقات أخرى، يرتدي جاكوتو كيمونو أزرق له نمط أسود / أزرق فاتح حول وسطه. كما يرتدي عباءة سوداء - حمراء ملكية مع خطوط صفراء.يمتاز جاكوتو هو فرد منضبط وجاد لم يتأخر عن المدرسة قط. ترجع هذه الفضيلة إلى أسلوبه في المبارزة التقليدي، ويعتقد أن المبارزات الرئيسية التقليدية الحالية على ما يرام ولا تحتاج إلي أي تغير.
يصبح غاضبًا ومضطربًا للغاية عندما لا يتبع الناس القواعد، خاصةً يوجا أودو ورفاقه.

رومين كيرشيما (باليابانية :霧島ロミン تنطق باليابانية : كيليشيما لومين)
أداء صوتي: توموري كوسونوكي
رومين فتاة صغيرة في الصف الخامس الإبتدائي ذات شعر أرجواني فوضوي وعيون زرقاء باهتة. ترتدي بلوزة سوداء بأزرار صفراء وتنورة حمراء قصيرة وزوج من جوارب طويلة رمادية وكعوب عالية حمراء / سوداء. لديها أيضا علبة مستطيلة صغيرة مجهزة عند خصرها، مربوطة بحزامين حول تنورتها. لا تحب رومين المبارزات كثيرًا فهي علي غرار معظم الشخصيات من السلاسل السابقة مثل كوتوري من سلسلة يوغي يو زيكسال وآنزو من سلسلة يوغي يو الأصلية، لكنها تميل إلى مرافقة يوجا وأصدقائه. ولديها أيضا هالة غامضة حول شخصيتها. وتمتاز بحبها للعزف على جيتارها في فرقة رورومين، فإن رومين لديها علامات جيدة، كما أنها بارعة في الرياضة أيضًا.

روا كيرشيما (باليابانيه 霧島 ロア تنطق باليابانيه: كيليشيما روا)
روا هو مغني مشهور جدا في مدينه غوها أول ظهور له كان في الحلقة 3 وظهر في شارة البداية روا موهوب وقدراته فريده جدا ارا ان يطلق على المبارزة الراش دول اسم روا راش دويل وشارة نهايه الحلقة 13 من يوغي يو سيفينز كانت من غناء روا وروا قائد فقرة روا رومين روا من الشخصيات المحبوبه والقويه في يوغي اوه سيفينز التقى ب يوغا حين كان طفلا وكان يعلمم ب أمر روك مذ ان حاول ان يصبح روك ملك المبارزة وروا كان يخطط وينفذ منذ البداية وهو ذكي للغايه وهو ابن عم رومين مظهره الخارجي روا يرتدي قميصا باللون الاحمر المائل إلى الوردي الغامق مع إشارة سيفين على قميصه ويرتدي حذاءا عاليا ملفوفا بالشرائط وهو طويل القامة ومرح وشخصيته لطيفه ومرحه ويعتقد انه له علاقه ب لوك صديق يوغا ولكن لم يثبت ذلك حتى الآن.
اسانا موتسوبا (باليابانيه 六葉アサナ تنطق باليابانيه موتسوبا اسانا)
اسانا فتاه ظهرت في الحلقة 28 التقت ب يوغا حينما كان يطارد الدجاجة حسب تعليمات روك بالصدفة ساعدها يوغا وبعد ذلك ظهرت ثانيه بشكل رسمي ك فتاه تابعه ل شركه غوها رسميا وهدمت إحدى المدارس وهزمت يوغا في المبارزة وكان ذلك تحويل كبيرا في القصة حيث انها أول فتاه تهزم بطلا من ابطال يوغي اوه ! يرافقها دائما صبي معه حمامه ورجل وهي أحد الذين عملوا على استخراج بطاقات الماكسمل هي جاده ورسميه جدا عكس ظهورها الأول وهي من مدرسه غوها السادسه مظهر اسانا تردي اسانا حذاء اسود طويل ليده كعب ومعطف احمر طويل من الخلف وبنطال ابيض وشعرها ابيض مائل على الرمادي وهو قصير تمتلك عينان بلون البنفسجي مثل روا كيرشيما وهي من عائله موتسوبا الراقيه.
رجل الهولوغرامروام
أداء صوتي: دايسكي ناميكاوا
أسطورة حضرية في مدينة غوها تتحدى المبارزين لاختبارهم لمعرفة ما إذا كان منهم من يستحق بأن يعرف باسم «ملك المبارزين».
كيزوأداء صوتي: يوسكي كوباياشي
هو عباراة عن طائرة درّون من إنتاج شركة غوها كورب معدلة بواسطة يوجا أودو بتصميمها كي تساعده في عمل اخترعاته التي يدعوها طرق يوجا 
السيد غوهاهو الرئيس والمدير التنفيذي للشركة العالمية الضخمة، غوها كورب، التي توسعت في العديد من مجالات الأعمال، بما في ذلك مجال واحد ويركز عليه بشدة وهو مبارزة الوحوش.
مينزابورو أومورييعدُ مينزابورو طالب في الصف الخامس من مدرسة غوها سفينز الابتدائية عمره 11. إنه من محبي أكل الرامين، وتضم مجموعة أوراقه بطاقات لها علاقة بالرامن. ويحلم بوضع قواعد جديدة تجمع بين أكل الرامن والمبارزة معًا في يوم من الأيام.: ه:

## إنتاج
تم الإعلان عن هذه السلسلة بعنوان يو-جي-يو! سفينز لأول مرة كسلسلة أنمي جديدة تحت أمتياز يوغي يو! في الـ21 من يوليو لعام 2019. وتم الإعلان في هذه السلسلة عن أنتقال حقوق إنتاج السلسلة إلي استوديو آخر في تاريخ الامتياز وهذه المرة الثانية التي تنتقل فيها حقوق إنتاج السلسلة مع استديوهات بريدج الذي سيكون الاستوديو الرئيسي المسئول عن إنتاج الرسوم المتحركة بعد ان تخلت أستديوهات غالوب عن الحقوق، التي أشرفت على كل مسلسل تلفزيوني وأفلام في الامتياز بدءًا من Yu-Gi-Oh! مبارزة الوحوش في عام 2000. المسلسل من إخراج نوبوهيرو كوندو مع سيناريو من توشيميتسو تاكيوتشي وتصميمات شخصية من كازوكو تادانو وهيرومي ماتسوشيتا. بدأ بث أول حلقة في السلسلة الجديدة في اليابان في 4 أبريل 2020 على تلفزيون طوكيو.

## التغيرات الجديدة في لعبة مبارزة الوحوش
مع الإعلان عن الإنمي الجديد يوغي يو ! سيفينز، قدم عناصر لعب الجديدة إلى لعبة مبارزة الوحوش . فاعتبارًا من 1 أبريل 2020، أصبح من الممكن الآن مرة أخرى استدعاء وحوش الدمج أو السينكرو أو الإكسيز مباشرةً إلى مناطق الوحوش الرئيسية دون الحاجة إلى سهم ترابط تشير إليها. وحوش البندول والترابط تحتفظ بقواعدها السابقة. تم تقديم نوع جديد من المبارزات يعرف باسم الراش دول إلى لعبة الورق، في سياق مشابه لـمبارزات السرعة. ومع ذلك، على عكس مبارازات السرعة، تأتي الراش دول بقواعدها الخاصة. فعلى سبيل المثال الاستدعاء العادي غير محدود، على الرغم من أن قواعد استدعاء الاستدعاء للوحوش من المستوى 5 أو أعلى لا تزال سارية إي تحتاج لتضحية أو أكثر بحسب القواعد القديمة. وتكون جميع تأثيرات البطاقة «صلبة» مرة واحدة لكل دور، مما يعني أنه يمكن استخدام تأثير بطاقة معينة مرة واحدة فقط خلال ذلك الدور. هناك إرضاء خاص مطلوب للاعب للوفاء قبل أن يتم استخدام تأثيرات البطاقة. يمكن للاعبين فقط استخدام البطاقات المصممة لـ للراش دول، والتي تحتوي على إطار خاص وعلامة «الراش دول» في أسفل البطاقة. تُعرف البطاقات القائمة على الوحوش من لعبة مبارزة الوحوش الرئيسية التقليدية تعرف باسم «بطاقات الأسطورية». يُسمح لكل لاعب بنسخة واحدة فقط من بطاقة الأسطورية في مجموعة أوراقه.

## استقبال
أظهر الأعلان الترويجي الخاص بالأنمي ترويج لسلسلة مدهشة لكن عندما أّطلق الفيديو الترويجي الأول الخاص بالسلسلة صّدم معظم محبي يوغي يو حول العالم حيثوا انهم ظنوا ان السلسلة ستكون بمثابة عودة للسلسلة الإصلية لكن الأمر جاء عكس توقعات الجميع